# Екатерингофка
Екатеринго́фка — протока в дельте Невы в Санкт-Петербурге. Начинается из Большой Невы у места впадения её в Невскую губу, омывает Гутуевский остров и другие более мелкие острова. Длина водотока составляет 4,5 км.

## История
Современное название происходит от Екатерингоф (буквально — двор Екатерины).

## Географические сведения
В Екатерингофку слева впадают Обводный канал, реки Ольховка и Таракановка, а также отходят Бумажный и Внутренний каналы. После впадения реки Таракановки на Екатерингофке расположен Малый Резвый остров. По реке осуществляется судоходство. Воды загрязнены стоками.

## Достопримечательности
- Екатерингофский мост
- Гутуевский мост
- Парк Екатерингоф
- Екатерингофский дворец
- Адмиралтейские верфи
- Кировский завод

## Данные водного реестра
По данным государственного водного реестра России относится к Балтийскому бассейновому округу, водохозяйственный участок реки — Нева, речной подбассейн реки — Нева и реки бассейна Ладожского озера (без подбассейна Свирь и Волхов, российская часть бассейнов). Относится к речному бассейну реки Нева (включая бассейны рек Онежского и Ладожского озера).
Код водного объекта в государственном водном реестре — 01040300312102000008616.

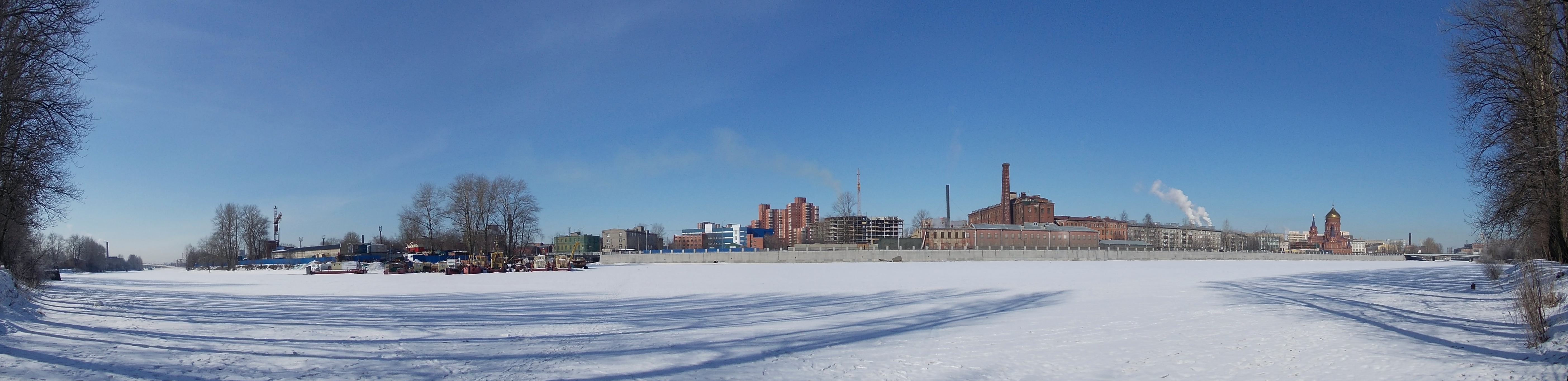
Панорама реки Екатерингофки зимой